# Cane da riporto

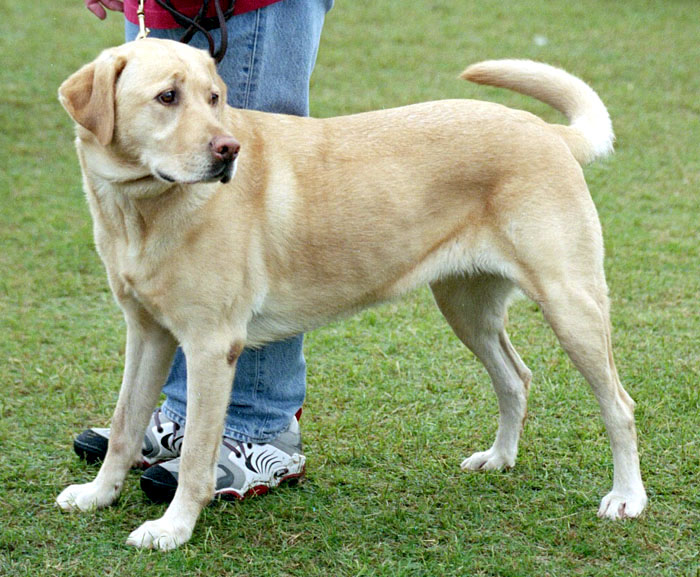
Labrador Retriever

I cani da riporto o Retriever fanno parte dell'ottavo gruppo della classificazione FCI, composto dai cani da cerca, da riporto e da acqua, e dell'elenco delle razze italiane riconosciute dall'ENCI. È formato da sei razze canine ben distinte tra loro: il Labrador Retriever, il Golden Retriever, il Flat Coated Retriever, il Chesapeake Bay Retriever, il Curly Coated Retriever e il Nova Scotia Duck Tolling Retriever. 
Sono cani adatti alla pet therapy, alla guida per ciechi, alla cerca dei tartufi, e alla ricerca di persone scomparse, motivo per il quale vengono utilizzati sia dai Vigili del fuoco che dal Soccorso Alpino, dalla Protezione Civile o dalla Croce Rossa per la ricerca dei dispersi a seguito di calamità naturali, valanghe, terremoti o emergenze in mare e dalle forze dell'ordine, anche come cani anti-droga e anti-esplosivi. Nel 1962 alla Western New York Artic Sled-Dog Championship vennero usati anche come cani da slitta.

## Razze appartenenti al Gruppo 8
- American Water Spaniel
- Barbet
- Cão de água (normale, a pelo ondulato, a pelo a boccoli)
- Chesapeake Bay Retriever
- Clumber Spaniel
- Cocker Americano (normale, nero, particolor, altri colori)
- Cocker Spaniel Inglese (normale, nero, fulvo, altri colori)
- Curly Coated Retriever
- Field Spaniel
- Flat-Coated Retriever
- Golden Retriever
- Irish Water Spaniel
- Kooikerhondje
- Labrador Retriever
- Lagotto romagnolo
- Nova Scotia Duck Tolling Retriever
- Perro de Agua Espanol
- Spaniel Olandese
- Spaniel tedesco
- Springer Spaniel Inglese
- Sussex Spaniel
- Welsh Springer Spaniel